# Grounded
Grounded é um jogo de sobrevivência, desenvolvido pela Obsidian Entertainment e publicado pela Xbox Game Studios. Foi lançado para Microsoft Windows, Xbox One e Xbox Series X/S em 27 de setembro de 2022, e foi lançado para Nintendo Switch, PlayStation 4 e PlayStation 5 em 16 de abril de 2024. Nele, o personagem controlado pelo jogador foi reduzido ao tamanho de uma formiga e deve lutar para sobreviver, em um quintal cheio de perigos.

## Jogabilidade
Grounded é um jogo de sobrevivência que pode ser jogado em primeira ou terceira pessoa. No jogo, o protagonista é reduzido ao tamanho de uma formiga e deve se esforçar para sobreviver em um quintal. No jogo, o personagem do jogador precisa consumir uma quantidade adequada de comida e água, ou perderá a saúde devido à fome ou desidratação, respectivamente. O quintal está cheio de vários insetos, incluindo aranhas, abelhas, ácaros, louva-a-deus e joaninhas. Insetos diferentes servem a propósitos diferentes no jogo. Por exemplo, as aranhas são um dos superpredadores do jogo que caçam os jogadores, enquanto as joaninhas podem levar os jogadores a fontes de alimentação e os pulgões podem ser cozidos e consumidos como itens comestíveis. Os jogadores também podem cortar a grama para coletar gotas de orvalho. O jogo tem uma opção de acessibilidade para jogadores com aracnofobia, o que permite que os jogadores decidam como as aranhas assustadoras serão representadas no jogo.
Conforme os jogadores progridem no jogo, eles visitarão novas áreas no quintal. A dificuldade do jogo aumentaria lentamente e os inimigos mais perigosos seriam introduzidos. Durante o jogo, os jogadores precisam buscar recursos no mundo para construir uma base para se defender de inimigos hostis, principalmente durante a noite, à medida que alguns insetos se tornam mais agressivos. Os recursos também podem ser usados para criar diferentes ferramentas, armadilhas e armas, como machados, lanças, arcos e flechas, para derrotar os inimigos. Os jogadores também precisam gerenciar sua resistência, pois o personagem jogável pode se esgotar em combate prolongado. O jogo pode ser jogado sozinho, embora também tenha um modo multiplayer cooperativo para quatro jogadores.

## Trama
Situada na década de 1990, a história segue um grupo de adolescentes que precisam desvendar um mistério: o motivo pelo qual foram encolhidos para o tamanho de uma formiga.

## Desenvolvimento
Após o lançamento de Pillars of Eternity II: Deadfire, a equipe da Obsidian Entertainment começou a debater idéias para um jogo de sobrevivência . Enquanto a maioria dos funcionários da Obsidian trabalhava em The Outer Worlds, uma pequena equipe de 13 pessoas iniciou a produção de Grounded. O jogo já estava em produção antes da aquisição da Obsidian pela Microsoft em 2018. Anunciado pelo Xbox Game Studios no evento X019, em novembro de 2019, o jogo foi lançado em 28 de julho de 2020 para acesso antecipado no Steam e na Xbox Game Preview. A versão inicial contará com cerca de 20% da campanha principal do jogo, e a Obsidian planejou ouvir o feedback da comunidade enquanto eles continuavam trabalhando para o lançamento completo do jogo em 2021.
A equipe assistiu a filmes como A Bug's Life e Querida, Encolhi as Crianças, a fim de obter inspirações. Para saber mais sobre os diferentes tipos de insetos, a equipe também assistiu longas reportagens no YouTube produzidas por entusiastas de insetos. A equipe escolheu o quintal como cenário do jogo, pois considerou que é um local reconhecível e acessível, mas também pode ser "maior que a vida" e ter um "senso real de perigo". O diretor do jogo, Adam Brennecke, comparou o cenário a um "parque temático", pois a equipe adicionou vários marcos ao mundo, na tentativa de torná-lo mais interessante.
A equipe vislumbrou um mundo jogável que era interativo e onde as ações dos jogadores mudariam o estado do mundo. Brennecke acrescentou que o jogo contaria uma história "memorável" como os outros jogos da Obsidian. A equipe trabalhou extensivamente na inteligência artificial dos insetos, que governam seus comportamentos. Por exemplo, as formigas estão curiosas sobre o personagem do jogador e inicialmente não atacam. No entanto, se o jogador construir uma base em torno de sua comida, ou o personagem ficar mais forte e as formigas começarem a vê-lo como uma ameaça, eles irão atacar os jogadores.